# رفاعي طه
رفاعي طه الملقب بـ«أبي ياسر المصري» هو إسلامي مصري ومتهم مدان بجرائم إرهاب، كان قائد الجماعة الإسلامية في مصر ورئيس مجلس شورى الجماعة الإسلامية بالخارج ومسئول الجناح العسكرى، أعلن مسئوليته عن ما يُعرف إعلاميًا بـ«مذبحة الأقصر» عام 1997 والتي راح ضحيتها 62 شخصاً، وشارك في تأسيس تنظيم القاعدة، كما ينسب له إصدار البيان الخاص بعملية تفجير المدمرة كول الأمريكية قرب السواحل اليمنية عام 2000.
حكم عليه بالسجن خمسة أعوام في قضية اغتيال السادات، وصدر ضده حكماً بالإعدام غيابياً في قضية (العائدون من أفغانستان)، خلف عمر عبد الرحمن في قيادة الجماعة الإسلامية في هذا الدور بعد اعتقاله في عام 1993 بالسجن مدى الحياة عام 1995.
قُتِلَ في عام 2016 إثر غارة جوية أمريكية في مدينة إدلب بسوريا.

## سيرته
ولد في 24 يونيو 1954م في مركز أرمنت. وُلِد مصابًا بالربو، التحق بالكتاب في بداية أمره، فحفظ شيئًا من القرآن،  ثم التحق بالمدرسة الابتدائية (1961م) وانضم لطلائع التنظيم الطليعي التابع لجمال عبد الناصر، التحق بكلية التجارة (1973م)، وفي الكلية بدأ النشاط الإسلامي في عهد السبعينات، وتكونت في تلك الفترة بذرة «الجماعة الإسلامية». تخرج من الجامعة (1977م)، وُضِع ضمن قرارات اعتقال السادات (1981م) لكنه ظل هارًبا حتى وقع في الاعتقال لأول مرة في 16 أكتوبر 1982. خرج من السجن بعد أربع سنوات في 16 أكتوبر 1986.
سافر إلى السعودية في 2 أغسطس 1988، وأمضى هناك شهرين، ثم خرج إلى باكستان في نفس العام وأمضى هنالك ثلاثة أشهر، ثم الإمارات في 16 ديسمبر 1989، وأمضى عشرين يومًا في دبي وأبو ظبي، ثم إلى بيشاور (باكستان) في يناير 1990 وظل يتنقل بين باكستان والسودان، ثم عاد إلى السودان (1992م).
لما وقعت محاولة اغتيال حسني مبارك في أديس أبابا عاصمة إثيوبيا، تصاعدت الضغوط على وجودهم بالسودان، فخرج إلى سوريا في أكتوبر 1995م، وقضى بها خمسة أشهر، ثم انتقل إلى إيران في بدايات 1996 التي وفرت لهم اللجوء السياسي داخل أراضيها.
وفي عام 1997، أعلن قادة الجماعة الإسلاميَّة في السجون المصرية مبادرة لوقف العنف وأفرج بموجبها عن عدد كبير منهم، لكن رفاعي طه كان أبرز الرافضين للمبادرة، وتم عزله عن قيادة ورئاسة مجلس شورى الجماعة في مصر.
في 2001 قُبض عليه في سوريا، وتم تسليمه للحكومة المصرية، ثم أودع السجن حيث كان محكومًا عليه بالمؤبد، وظل فيه أحد عشر عامًا إلى أن أفرج عنه بعد شهرين من تولي محمد مرسي الرئاسة، وبالتحديد في 5 سبتمبر 2012.

## مذبحة الأقصر
في 17 نوفمبر 1997 وقع حادث إعتداء مسلح بواسطة 6 عناصر من الجماعة الإسلامية في مصر متنكرين في زي رجال أمن أسفر عن مصرع 62 شخصاً من بينهم 58 سائحاً وجرح 26 أخرين، وكانت أجهزة الأمن قد عثرت على ورقة في جيب أحد الجناة جاء فيها: «نعتذر لقيادتنا عن عدم تمكننا من تنفيذ المهمة الأولى» واتضح أن الهدف الرئيسي كان اختطاف بعض السياح لمقايضتهم ببعض المعتقلين والسجناء، ولكن الاستحكامات الأمنية المشددة حالت دون تنفيذ ذلك فبادروا بتنفيذ العملية البديلة في معبد حتشبسوت على عاتقهم ودون أمر قيادى جديد.
عقب الحادث نشر رفاعي طه بيان أعلن عن مسؤوليته عن الحادث في بيان بثته وكالات الأنباء العالمية، ولكن أسامة رشدى الناطق الإعلامى للجماعة أصدر بيانا نفي فيه صلة الجماعة الإسلامية بالحادث بل وأدانه ونفي علم طه أصلا بأية خلفيات تنظيمية حول الحادث.
إلا أنه في عام 2001 أصدر كتاب (إماطة اللثام عن بعض أحكام ذروة سنام الإسلام) الذي تضمن اعترافًا وتبريرًا لمذبحة الأقصر عام 1997.

## مقتله
قتل في غارة جوية أمريكية على مدينة إدلب في سوريا حيث كان يعمل مع جبهة النصرة في 5 أبريل 2016. وفقا لصحيفة واشنطن بوست فإنه كان قد عبر الحدود إلى سوريا من تركيا قبل خمسة أيام فقط. ونعاه هاني السباعي وقال أنه قد حصل على ما يتمناه وهو الشهادة. ونعاه زعيم تنظيم القاعدة أيمن الظواهري في إصدار مرئي بعنوان «ثلاثة من شيوخ الجهاد».